# Jean Carnot
Pour les articles homonymes, voir Carnot.
Pour les autres membres de la famille, voir Famille Carnot.
Jean Paulin Hippolyte Carnot , né le 13 juillet 1881 à Paris et mort le 24 avril 1969 à Paris, est un homme politique français.

## Biographie
Fils du scientifique Marie-Adolphe Carnot, neveu du président de la République assassiné Sadi Carnot, arrière-petit-fils du révolutionnaire Lazare Carnot, il devient ingénieur des mines. Conseiller général en 1908, élu dans le canton de Chabanais, fief familial, il est député de la Charente de 1924 à 1928, inscrit au groupe de la Gauche républicaine démocratique. Battu en 1928, il quitte la vie politique et devient président de l'Union des sociétés de tir de France, président de l'Union internationale de tir, président de l'Union des sociétés de gymnastique de France, tout en menant une carrière d'administrateur de sociétés.

## Famille
- Claude Carnot (1719-1797), notaire royal
  - Joseph Carnot (1752-1835), jurisconsulte
  - Lazare Carnot (1753-1823), physicien, mathématicien, général et homme politique
    - Sadi Carnot (1796-1832), physicien et ingénieur
    - Hippolyte Carnot (1801-1888), homme politique
      - Sadi Carnot (1837-1894), homme politique + Cécile Carnot (née Dupont-White, 1841-1898)
        - Claire Carnot (1864-1920) + Paul Cunisset-Carnot (1849-1919)
        - Sadi Carnot (1865-1948), colonel et écrivain
        - Ernest Carnot (1866-1955), industriel et homme politique + Marguerite Carnot (née Chiris) (1874-1962), présidente de l'Association des dames françaises
        - François Carnot (1872-1960), ingénieur et homme politique

      - Adolphe Carnot (1839-1920), chimiste, géologue et homme politique
        - Paul Carnot (1869-1957), médecin
        - Jean Carnot (1881-1969), homme politique

  - Claude Marie Carnot (1755-1836), général et homme politique

## Sources
- « Jean Carnot », dans le Dictionnaire des parlementaires français (1889-1940), sous la direction de Jean Jolly, PUF, 1960 [détail de l’édition]